# Klimentowo (obwód Wielkie Tyrnowo)
Klimentowo (bułg. Климентово) – wieś w Bułgarii, w obwodzie Wielkie Tyrnowo, w gminie Połski Trymbesz. W 2024 roku liczyła 657 mieszkańców.